# Danbury (Texas)
Danbury è un comune (city) degli Stati Uniti d'America della contea di Brazoria nello Stato del Texas. La popolazione era di 1.715 abitanti al censimento del 2010.

## Geografia fisica
Danbury è situata a 29°13′43″N 95°20′48″W (29.228694, -95.346574).
Secondo lo United States Census Bureau, la città ha una superficie totale di 2,48 km², dei quali 2,48 km² di territorio e 0 km² di acque interne (0% del totale).

## Società

### Evoluzione demografica
Secondo il censimento del 2010, la popolazione era di 1.715 abitanti.

### Etnie e minoranze straniere
Secondo il censimento del 2010, la composizione etnica della città era formata dall'89,91% di bianchi, lo 0,76% di afroamericani, lo 0,64% di nativi americani, lo 0,47% di asiatici, lo 0% di oceanici, il 5,31% di altre razze, e il 2,92% di due o più etnie. Ispanici o latinos di qualunque razza erano il 13,7% della popolazione.